# 大伊加拉佩
大伊加拉佩是巴西马拉尼昂州的一个市镇。总面积374.283平方公里，总人口9546人，人口密度25.5人/平方公里。